# 讃岐鉄道
讃岐鉄道（さぬきてつどう）は、かつて日本・香川県に存在した鉄道事業者（私設鉄道会社）である。現在の四国旅客鉄道（JR四国）が経営する鉄道線の原型を作った。1904年に山陽鉄道株式会社に買収されたことで消滅した。

## 歴史
多度津において回船問屋の大隅屋を経営していた景山甚右衛門が、上京して鉄道を見たときに地元においても鉄道敷設の必要があると判断し、多度津駅の近くにある多度津港から、金刀比羅宮へ向かう参拝客の輸送を目的に設立した。発起人には計画に協力した香川県会議員の大久保諶之丞も名を連ねていた。1887年（明治20年）、私設鉄道条例に基づいて申請を出し、翌年起工された。
1889年（明治22年）、東海道本線の全通した年に讃岐鉄道も初の営業区間である丸亀駅 - 琴平駅（後に、予讃線・土讃線の一部となる）間を開業させた。日本全国で9番目、四国で伊予鉄道に次ぎ2番目の開業となった。開通式の席で大久保が本四架橋構想を提案している。
1897年（明治30年）に高松駅まで延伸した。沿線の住民からは「矢よりも速い」と呼び名されたという。
しかし1904年（明治37年）には山陽本線を建設した山陽鉄道に買収され、1906年（明治39年）には鉄道国有法に基づいて同社が国有化されたため、国鉄線になった。以後、国はこの路線を元に四国各地へ鉄道を延ばしていくことになる。
なお山陽鉄道では、讃岐鉄道を買収した時点で宇高連絡船の計画を立てていたが、実現したのは国有化後の1910年（明治43年）となった。
讃岐鉄道の鉄道営業は僅か15年であったが、1902年（明治35年）には旅客列車に食堂車の連結を開始し、そこに女性の接客員を乗務させるなど、経営は積極的であった。
また志賀直哉も、「暗夜行路」において讃岐鉄道多度津駅の様子を描いた。

## 年表
- 1887年（明治20年） 7月11日 讃岐鉄道に対し仮免状下付（丸亀-多度津ー琴平間）[2]
- 1888年（明治21年）2月 本社を多度津に置き会社設立
- 1888年（明治21年）4月 起工
- 1889年（明治22年）5月23日 丸亀 - 多度津 - 琴平間開業[3]
- 1890年（明治23年） 女子出札社員を募集するが、成功せず
- 1897年（明治30年）2月21日 高松 - 丸亀間開業[4]
- 1902年（明治35年）9月11日 この年に連結を開始した食堂車（喫茶室）において、女性給仕の登用開始
- 1904年（明治37年）12月1日 山陽鉄道に合併。会社解散決議[5]
- 1906年（明治39年）12月1日 国有化

## 輸送・収支実績

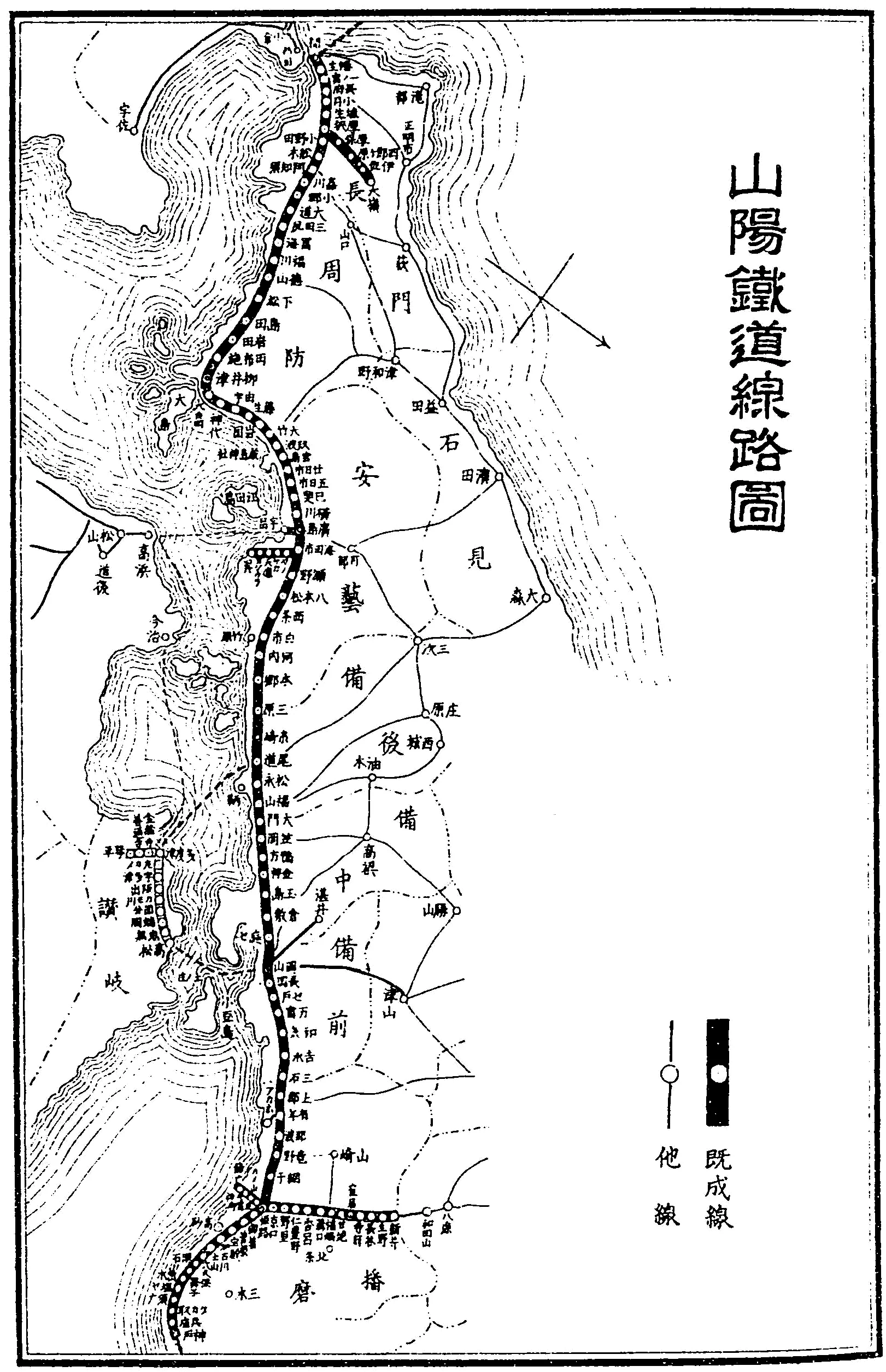
山陽鉄道株式会社 1906年の路線図。買収した讃岐鉄道会社線も掲載されている。

| 年度 | 乗客（人） | 貨物量（トン） | 営業収入（円） | 営業費（円） | 益金（円） |
| ---- | ---------- | -------------- | -------------- | ------------ | ---------- |
| 1889 | 381,602    | 4,551          | 35,124         | 19,677       | 15,447     |
| 1890 | 434,637    | 11,146         | 29,497         | 21,120       | 8,377      |
| 1891 | 453,242    | 9,021          | 30,744         | 17,055       | 13,689     |
| 1892 | 444,353    | 9,175          | 30,096         | 17,271       | 12,825     |
| 1893 | 551,207    | 11,372         | 37,652         | 17,178       | 20,474     |
| 1894 | 658,457    | 13,343         | 42,488         | 21,078       | 21,410     |
| 1895 | 913,998    | 15,684         | 58,443         | 24,654       | 33,789     |
| 1896 | 1,275,774  | 24,678         | 88,065         | 31,287       | 56,778     |
| 1897 | 1,310,097  | 46,563         | 196,029        | 78,524       | 117,505    |
| 1898 | 1,318,555  | 38,851         | 204,055        | 76,374       | 127,681    |
| 1899 | 2,317,405  | 35,893         | 215,507        | 71,721       | 143,786    |
| 1900 | 2,366,562  | 39,592         | 238,702        | 80,035       | 158,667    |
| 1901 | 1,868,437  | 39,495         | 228,856        | 83,470       | 145,386    |
| 1902 | 1,996,249  | 37,462         | 245,118        | 88,710       | 156,408    |
| 1903 | 1,982,789  | 34,176         | 247,397        | 87,019       | 160,378    |
| 1904 |            |                | 146,484        | 48,357       | 98,127     |

## 車両

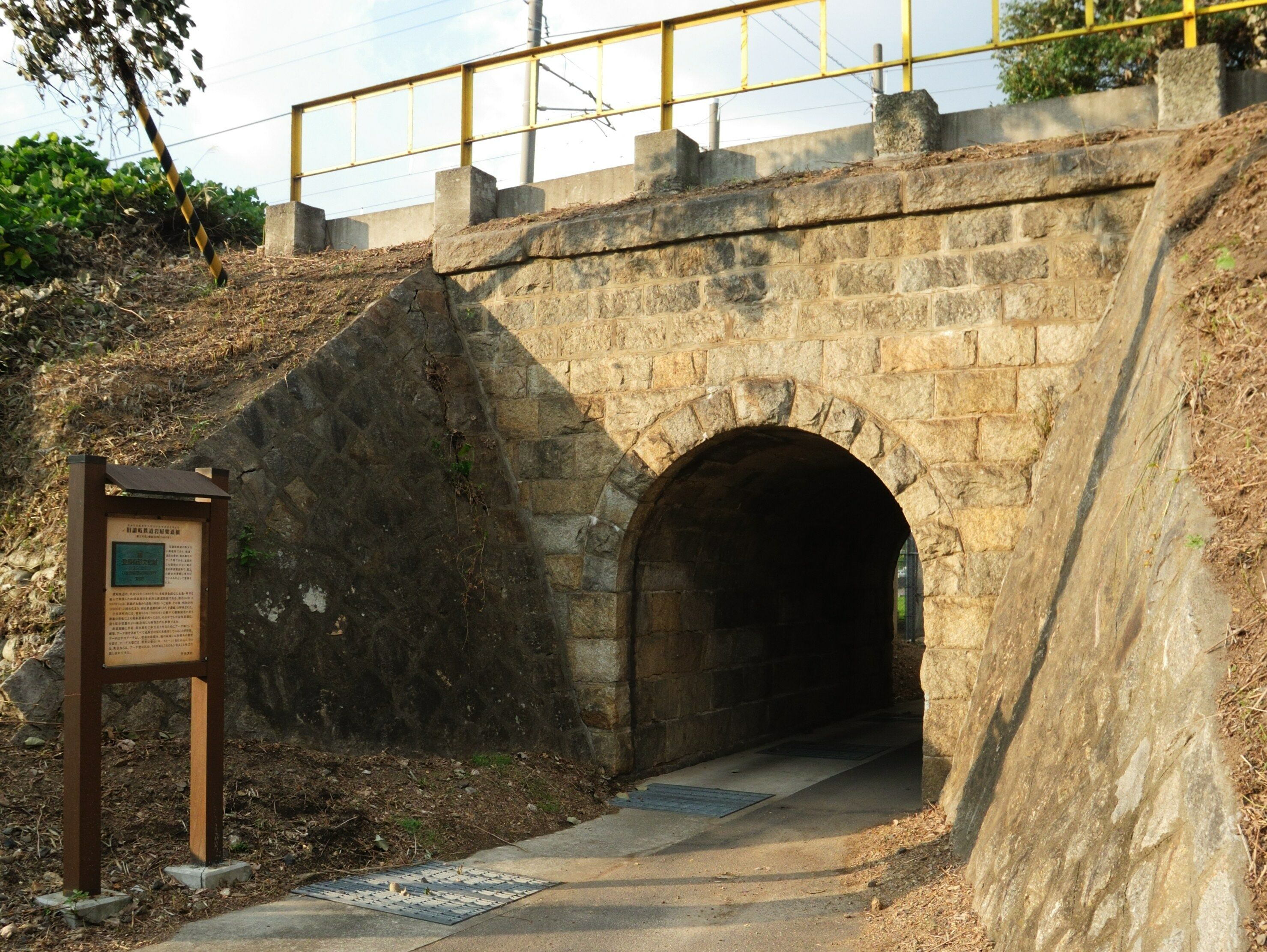
旧讃岐鉄道岩屋架道橋

### 蒸気機関車
A1形 (1 - 4, 11 - 13)
1889年、1894年、1901年、独ホーエンツォレルン製。軸配置0-4-0 (B) のタンク機。後の山陽鉄道29形 → 鉄道院60形
A2形 (5 - 8)
1896年、英ナスミス・ウィルソン製。軸配置0-6-0 (C) のタンク機。後の山陽鉄道30形 → 鉄道院1200形
A3形 (9, 10)
1896年、英ダブス製。軸配置0-6-0 (C) のタンク機。後の山陽鉄道31形 → 鉄道院1230形

### 車両数の推移
| 年度 | 機関車 | 客車 | 貨車 |
| ---- | ------ | ---- | ---- |
| 1889 | 3      | 31   | 12   |
| 1890 | 3      | 31   | 18   |
| 1891 | 3      | 31   | 18   |
| 1892 | 3      | 31   | 18   |
| 1893 | 3      | 31   | 18   |
| 1894 | 4      | 31   | 18   |
| 1895 | 4      | 37   | 18   |
| 1896 | 10     | 73   | 44   |
| 1897 | 10     | 73   | 49   |
| 1898 | 10     | 73   | 62   |
| 1899 | 10     | 73   | 62   |
| 1900 | 10     | 72   | 62   |
| 1901 | 13     | 73   | 62   |
| 1902 | 13     | 73   | 62   |
| 1903 | 13     | 73   | 62   |

- 「私設鉄道現況累年表」『鉄道局年報』明治38年度（国立国会図書館デジタルコレクション）より